# 卿 (官制)
卿為中國官制之一。

## 歷史沿革
商朝、周朝时为卿士，执掌国政。秦朝、汉朝，相当于部长一级的官员称之为卿，即所谓九卿。自隋朝、唐朝一直到明朝、清朝，六部尚书成为了主要部门的负责人，九寺主要有光祿寺、太仆寺等輔助部門的從官称之为卿，明清时品等約在從三品。而之上有兼管寺務的王宮大臣，轄下有少卿、主簿等官職。